# فوزية المشعل
فوزية المشعل، ممثلة كويتية.

## عن حياتها
بدأت حياتها المهنية كمهندسة صوت في إذاعة الكويت، وبالصدفة طلب منها أداء أحد الأدوار في المسلسل الإذاعي «التضحية» وبعدها عرض عليها الفنان حسين البدر المشاركة في مسرحية «سبيت حي لو ميت» التي قدمتها فرقة المسرح العربي في فبراير 1976 ثم شاركت في مسرحية «النواخذة» بعروضها لعام 1976. وفي عام 1977 قدمت أشهر أدوارها «صالحة» في مسلسل درب الزلق.

### اعتزالها
اعتزلت العمل الفني بهدوء بعد زواجها بعام 1979 وقررت التفرغ لأسرتها، وبذلك ارتدت الحجاب.

## أعمالها

### الأعمال التلفزيونية
- منى - سهرة تلفزيونية.
- يا حب لا تتاخر كثيرا - سهرة تلفزيونية.
- ابن العطار.
- طيبة وبدر - سهرة تلفزيونية.
- درب الزلق.
- الابريق المكسور.
- الطابق الثالث.
- في منتصف الليل.
- امرأة قالت لا - سهرة تلفزيونية.
- الحظ والملايين.

### في المسرح
- سبيت حي لو ميت.
- النواخذة (عروض 1976).
- ريال نساي.
- علي هامان يا فرعون.
- نورة.

## روابط خارجية
- فوزية المشعل على موقع قاعدة بيانات الأفلام العربية